# Corrective Optics Space Telescope Axial Replacement
A Corrective Optics Space Telescope Axial Replacement vagy COSTAR egy korrektív optika, nem igazi tudományos műszer. A Hubble űrtávcső főtükrének hibáját ellensúlyozó optikai rendszer, mely lehetővé tette a fedélzeten lévő első generációs berendezések számára a fény megfelelő fókuszálását és ezzel tudományos megfigyelésekre való használatukat.
A COSTAR-t a Ball Aerospace & Technologies Corporation-nél tervezték és gyártották.
A már fent lévő tudományos műszereket nem tudták visszahozni, vagy helyben javítani, ezért "szemüveget" adtak nekik.
A főtükör hibájának a feltárása óta beépített műszerek mindegyikét elláttak saját korrektív optikával, ez idővel redundánssá tette a COSTAR-t.
A COSTAR a beépítésével a következő műszerek váltak használhatóvá: Faint Object Camera, Faint Object Spectrograph és a Goddard High-Resolution Spectrograph.
Installálást az első szervizküldetésen (STS–61) végezték el 1993 decemberében. A küldetés teljes sikert volt, és az Űrtávcső elkezdhette teljesíteni céljait.
A Faint Object Camera eltávolításával feleslegessé váló COSTAR-t az utolsó szervizküldetésen (STS–125) eltávolították, helyét a Cosmic Origins Spectrograph-nak adta át 2009 májusában.